# ティンプー
ティンプー（ゾンカ語: ཐིམ་ཕུག, ラテン文字転写: Thimphu 発音: [tʰim˥.pʰu˥]）は、ブータン王国の首都。2017年の人口は114,551人で、同国最大の都市である。

## 概要
現在の市街地はウォンチュ川のつくりだした峡谷の西の斜面に広がっている。地方からの人々の流入で中心部の再開発や郊外の都市化も進行している。
景観に関する条例により、全ての建物は伝統的なブータン建築で建てられなければならないことが決められている。

## 地理
ブータン西部、ヒマラヤ山脈の南東にある盆地の底に位置している。標高は2,320 m。ティンプー県に属する。

### 気候
この都市は南西モンスーンの影響を受けて暖かく温暖な亜熱帯の高地気候であり、ケッペンの気候区分では温帯夏雨気候（Cwb）に属す。南西モンスーンのため、降雨量は6月中旬から9月の間に多くなる。この地域では降雨の前に雷がよく発生し、天候は積乱雲と弱いにわか雨の影響を受ける。数日間連続して雨が降り、地滑りや道路の閉塞が発生する。河川は膨大な量の森林からの土砂を運ぶ。深い水たまり、厚い泥、道路沿いの地滑りは、交通の妨げになる。この地域の冬季の天候は、寒い風、夜間の低温、日中の穏やかな気温、曇り空、弱いにわか雨と降雪に特徴付けられる。霧は視界不良を引き起こし、これは市内の車両交通を妨げる。春が近づくにつれて、激しい風と比較的乾燥した澄んだ空を伴う天候になっていく。
| ティンプーの気候       | ティンプーの気候 | ティンプーの気候 | ティンプーの気候 | ティンプーの気候 | ティンプーの気候 | ティンプーの気候 | ティンプーの気候 | ティンプーの気候 | ティンプーの気候 | ティンプーの気候 | ティンプーの気候 | ティンプーの気候 | ティンプーの気候 |
| 月                     | 1月              | 2月              | 3月              | 4月              | 5月              | 6月              | 7月              | 8月              | 9月              | 10月             | 11月             | 12月             | 年               |
| ---------------------- | ---------------- | ---------------- | ---------------- | ---------------- | ---------------- | ---------------- | ---------------- | ---------------- | ---------------- | ---------------- | ---------------- | ---------------- | ---------------- |
| 平均最高気温 °C （°F） | 12.3 (54.1)      | 14.4 (57.9)      | 16.4 (61.5)      | 20.0 (68)        | 22.5 (72.5)      | 24.4 (75.9)      | 24.9 (76.8)      | 25.0 (77)        | 23.1 (73.6)      | 21.9 (71.4)      | 17.9 (64.2)      | 14.5 (58.1)      | 19.78 (67.58)    |
| 日平均気温 °C （°F）   | 4.9 (40.8)       | 7.5 (45.5)       | 10.2 (50.4)      | 13.6 (56.5)      | 17.8 (64)        | 19.8 (67.6)      | 20.2 (68.4)      | 20.4 (68.7)      | 19.1 (66.4)      | 16.2 (61.2)      | 11.5 (52.7)      | 6.7 (44.1)       | 13.6 (56.5)      |
| 平均最低気温 °C （°F） | −2.6 (27.3)      | 0.6 (33.1)       | 3.9 (39)         | 7.1 (44.8)       | 13.1 (55.6)      | 15.2 (59.4)      | 15.4 (59.7)      | 15.8 (60.4)      | 15.0 (59)        | 10.4 (50.7)      | 5.0 (41)         | −1.1 (30)        | 8.0 (46.4)       |
| 降水量 mm （inch）     | 15 (0.59)        | 41 (1.61)        | 23 (0.91)        | 58 (2.28)        | 122 (4.8)        | 246 (9.69)       | 373 (14.69)      | 345 (13.58)      | 155 (6.1)        | 38 (1.5)         | 8 (0.31)         | 3 (0.12)         | 1,427 (56.18)    |
| 出典：Weatherbase      |                  |                  |                  |                  |                  |                  |                  |                  |                  |                  |                  |                  |                  |

## 歴史

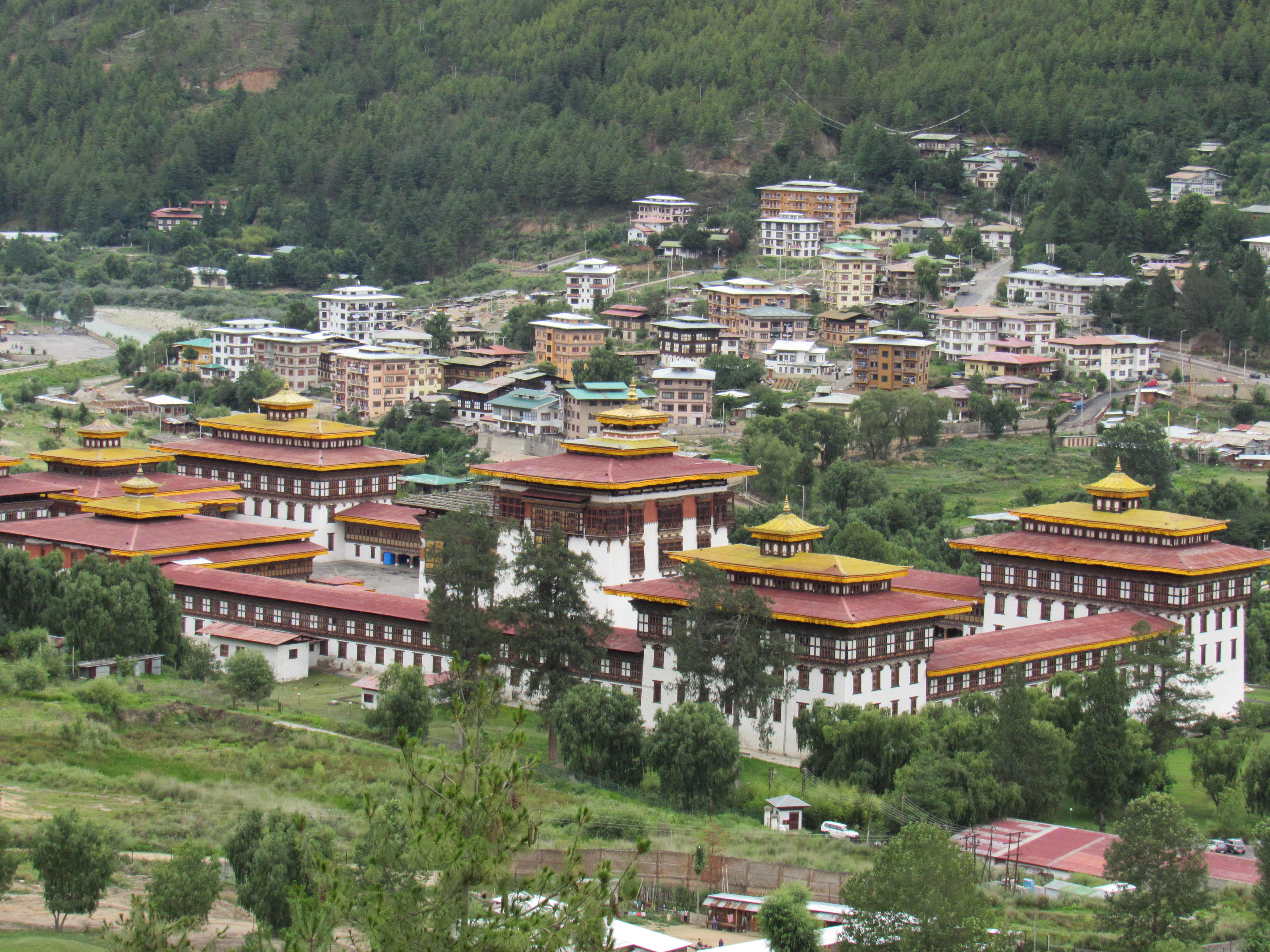
タシチョ・ゾン（王宮）

1958年、大阪府立大学の植物学者であった中尾佐助はブータンを探検し、その当時首都とされていたプナカを訪れた。しかしプナカは人気も人家も少なく、荒れた谷になっていた。それに先がけ、中尾はティンプーを訪れて王宮で国王に謁見していた。この出来事によって、同国の首都がティンプーに移転していたことが世界に明らかにされた。それ以前のティンプーは小さな村に過ぎなかったが、ジグミ・ドルジ・ワンチュク国王の主導で整備が行われ、プナカからの遷都は1961年に完了した。

## 施設

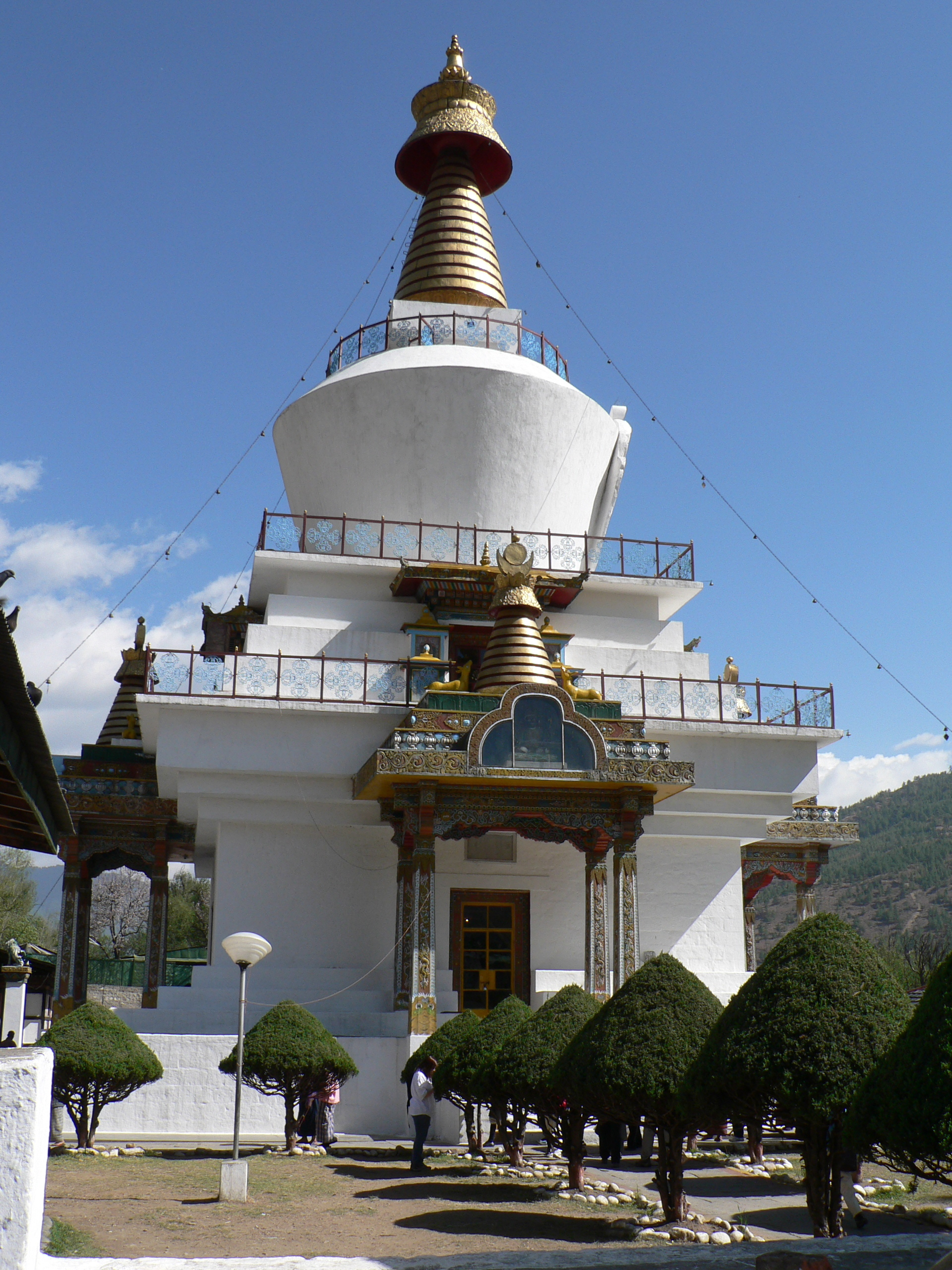
メモリアル・チョルテン

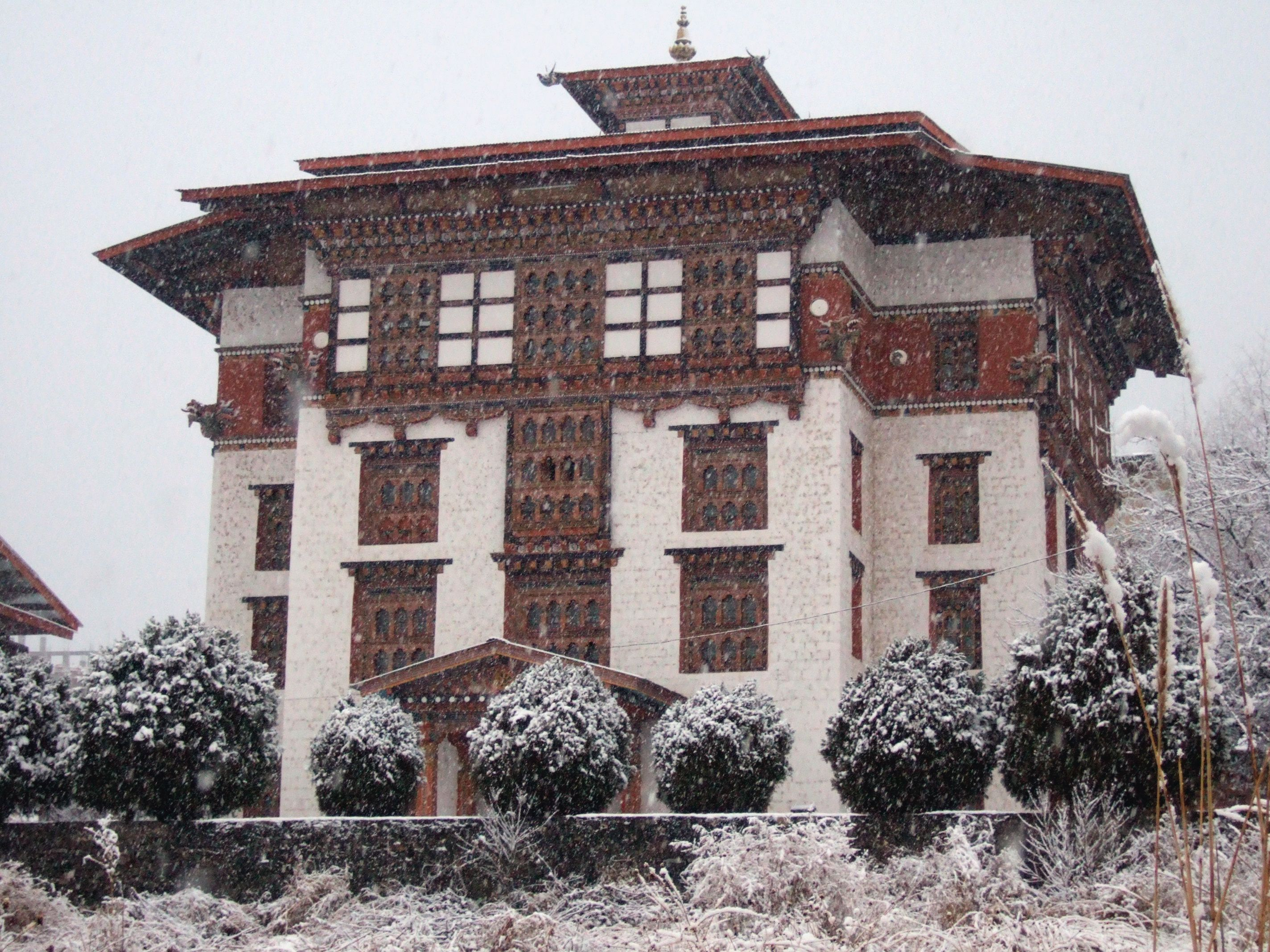
国立図書館

### 王宮
タシチョ・ゾン
市の北端にある要塞で、ブータン仏教界の総本山。国王の執務室のある王宮でもあり、国会議事堂や行政機関もある。

### 証券取引所
ブータン王立保険公社ビル内に、国内唯一の証券取引所であるブータン王立証券取引所がある。

### 医療
主な病院
ジグメドルジワンチャック国立病院

### 図書館
主な図書館
国立図書館：ゾンカ語やチベット語の貴重な仏典がある。

### 運動
国立競技場
チャンリミタン・スタジアム

## 対外関係

### 姉妹都市･提携都市
姉妹自治体
- 北海道（日本国 北海道地方）
- マノクワリ（インドネシア共和国 ニューギニア島 西パプア州）

## 経済

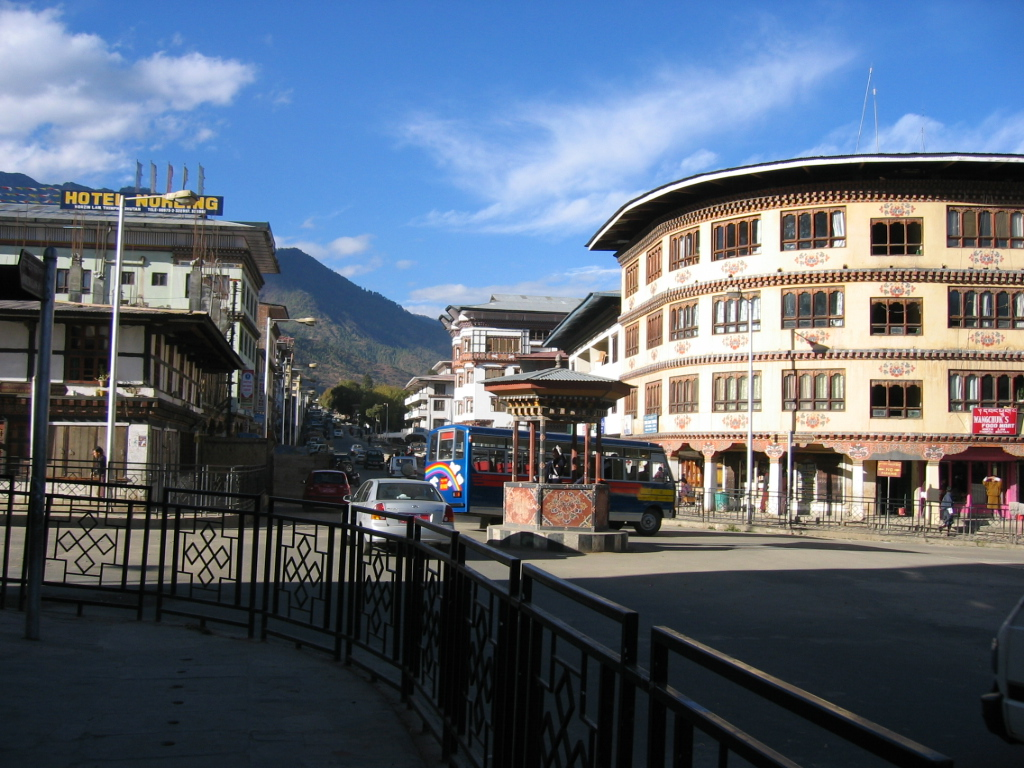
ティンプー市街地

### 産業
農産物の集散地であるほか、近年では食品工場や製材所も現れてきた。こうした軽工業は主に橋の南側にある。切手の発行も重要な産業である。
ウォン・チュ川のそばには野菜マーケットなど市場があり、賑わっている。
メインストリートのノルジン・ラム通り（Norzin Lam）には立派なホテルや商店やレストランが連なっている。

## 教育
王立ブータン大学をはじめブータンの学術、教育の中心である。
ブータン国立伝統医学院はチベット医学の系譜をもつ。

### 大学
- 王立ブータン大学（英語版）

### 伝統医学院
- ブータン国立伝統医学院（英語版）

## 交通

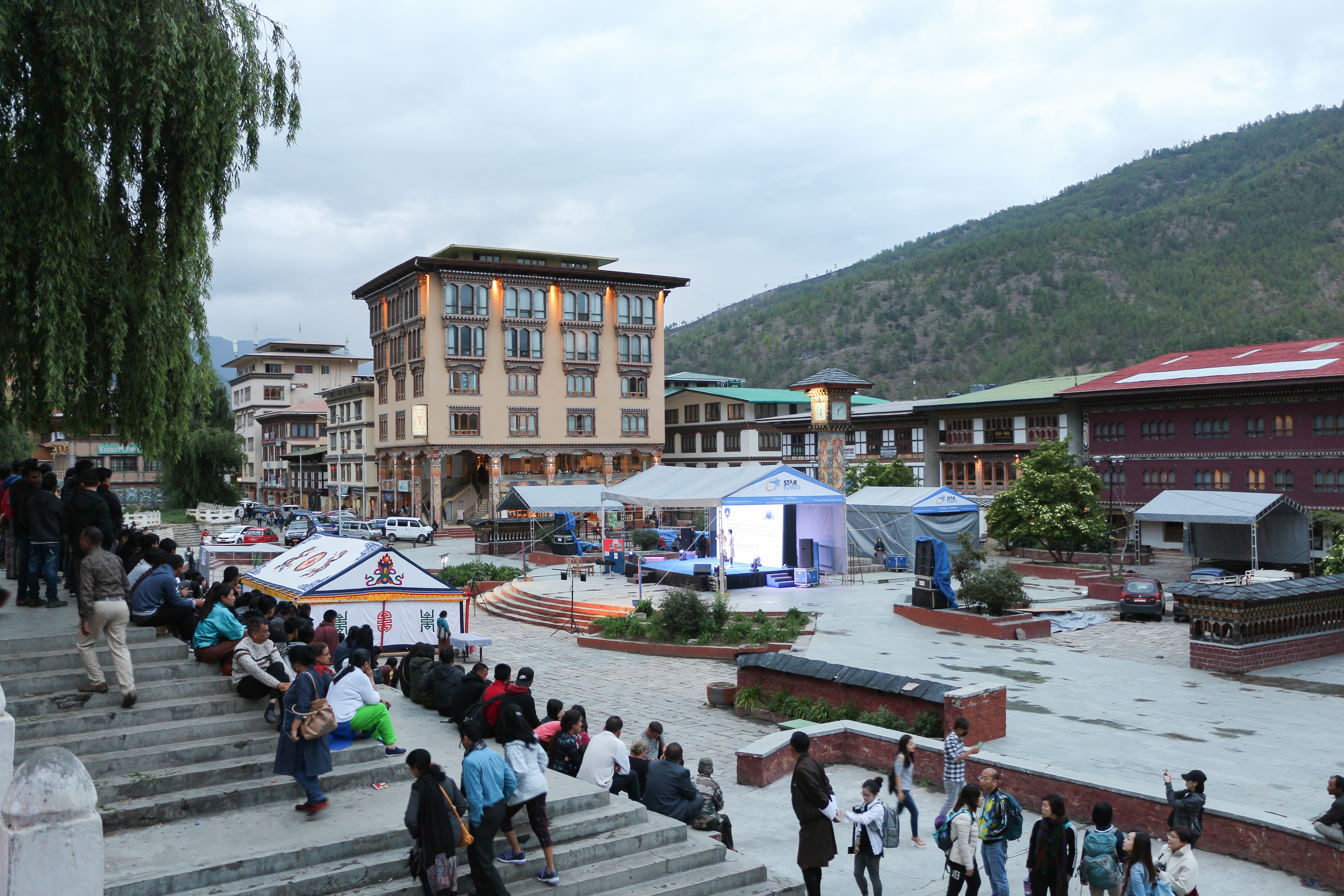
時計広場

### 空港
空港はないが、ティンプーから西のパロにブータン唯一の国際空港（パロ空港）がある。

### 鉄道
鉄道はない（ブータン国内に鉄道路線はない）

### バス
市内交通は、バスが中心だが、トラムの計画がある。

### 道路
国内各地と南のインドと結ばれているほか、パロ空港とはティンプーの間の道路で結ばれている。
市内には交通信号がなく（ブータン国内に1つもない）、警察官が交通を捌いている。

## 観光

### 観光スポット
メモリアル・チョルテン
第三代国王のジグミ・ドルジ・ワンチュクの死後すぐに彼を讃えるために建設された仏塔。独立100周年を記念して2008年に大規模な整備が行われた。

## 文化

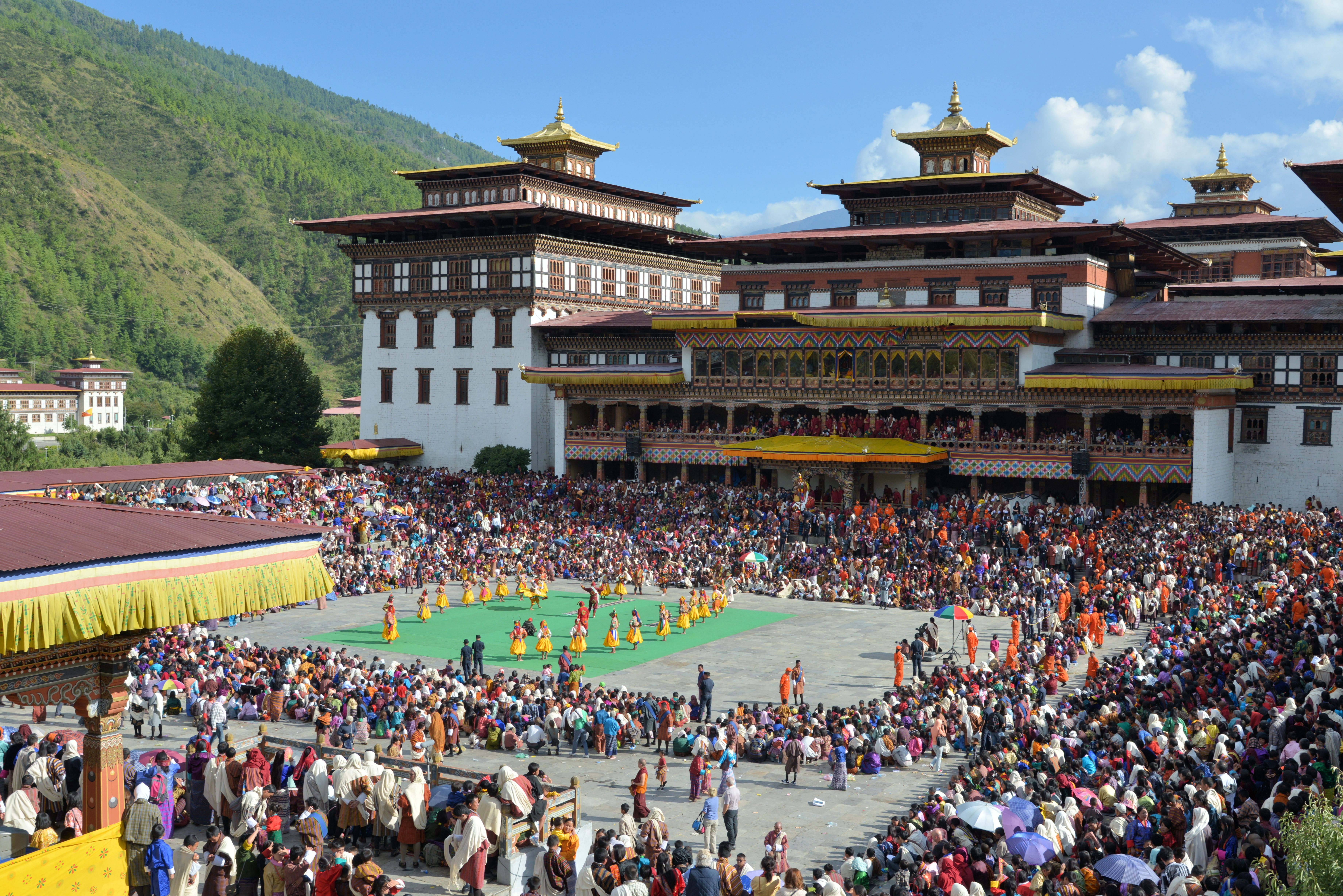
ティンプー・チュチュ

### 祭事･催事
- ティンプー・チュチュ - 大成就者やパドマサンバヴァへ敬意を表して、タシチョ・ゾン修道院で毎年開催されている。

### スポーツチーム
サッカー
- ティンプーFC